# 2021 LL37
2021 LL37 est un objet du disque des objets épars découvert en 2021, mais ayant pu être retrouvé dans des données de 2014.

## Caractéristiques
2021 LL37 a un diamètre estimé à 574 kilomètres et peut être considéré comme planète naine potentielle.